# Rhynchonema scutatum
Rhynchonema scutatum är en rundmaskart. Rhynchonema scutatum ingår i släktet Rhynchonema och familjen Monhysteridae. Inga underarter finns listade i Catalogue of Life.